# Weiler (Creglingen)
Weiler ist ein Wohnplatz auf der Gemarkung des Creglinger Stadtteils Blumweiler im Main-Tauber-Kreis im fränkisch geprägten Nordosten Baden-Württembergs.

## Geschichte
Der Ort Weiler wurde im Jahre 1261 erstmals urkundlich als Villa erwähnt. Weiler gehörte im 15. Jahrhundert den Rothenburger Patrizierfamilien, welche den Ort im Jahre 1488 der Stadt Rothenburg ob der Tauber vermachten. Im Jahre 1526 wurde der Ort durch Adam von Thüngen verbrannt.
Der Ort kam als Teil der ehemals selbständigen Gemeinde Blumweiler am 1. Februar 1972 zur Stadt Creglingen.

## Kulturdenkmale
Kulturdenkmale in der Nähe des Wohnplatzes sind in der Liste der Kulturdenkmale in Creglingen verzeichnet.

## Verkehr
Der Ort ist über die K 2869 zu erreichen. 